# Opération Pingouins
Pour plus de détails, voir Fiche technique et Distribution.
Opération Pingouins (Oddball) est un film australien réalisé par Stuart McDonald et sorti en 2015. Il a été sélectionné dans la catégorie People's Choice Award for Favourite Australian Film pour concourir aux Australian Academy of Cinema and Television Arts Awards. 
Le titre en français est une erreur zoologique, le film concernant non pas la protection de pingouins (oiseaux qui ne vivent que dans l'hémisphère nord), mais de manchots pygmées (Eudyptula minor) de l'hémisphère sud : ceux de la petite île côtière Middle, à Warrnambool, ville australienne de l'État de Victoria. L'accessibilité de l'île à marée basse par des prédateurs tels que des renards roux et des chiens errants menaçant la colonie d'oiseaux marins, une opération visant à les protéger par des 
chiens de race berger de Maremme a été suscitée par un fermier local. Cette histoire vraie a inspiré le film. 

## Fiche technique
- Titre original : Oddball
- Titre français : Opération Pingouins
- Réalisation : Stuart McDonald
- Scénario : Peter Ivan
- Costumes : Jeanie Cameron
- Photographie : Damian Wyvill
- Montage : Cindy Clarkson, Marcus d'Arcy et Max Miller
- Production : Sheila Hanahan, Stephen Kearney et Richard Keddie
- Production exécutive : Naomi Cleaver
- Sociétés de production : Kmunications, The Film Company et WTF Entertainment
- Sociétés de distribution : Village Roadshow Films
- Pays d'origine :  Australie
- Genre : aventure
- Durée : 95 minutes
- Dates de sortie :
  - Australie : 17 septembre 2015
  - États-Unis : 24 avril 2016 au Festival du film de Newport Beach
- Date de sortie en DVD :
  - France : 19 août 2016